# یواس‌اس وامپوتوک (وای‌تی-۳۳۷)
یواس‌اس وامپوتوک (وای‌تی-۳۳۷) (به انگلیسی: USS Wampatuck (YT-337)) یک کشتی بود که طول آن ۱۴۱ فوت ۲ اینچ (۴۳٫۰۳ متر) بود. این کشتی در سال ۱۹۲۱ ساخته شد.